# 77136 Mendillo
77136 Mendillo è un asteroide della fascia principale. Scoperto nel 2001, presenta un'orbita caratterizzata da un semiasse maggiore pari a 2,3465488 UA e da un'eccentricità di 0,1042581, inclinata di 7,21759° rispetto all'eclittica.
L'asteroide è dedicato all'astronomo statunitense Michael Mendillo.